# Maria Nikiforova
Maria Nikiforova, även känd som Marusia, född 1885 i Aleksandrovsk i Kejsardömet Ryssland (nu Zaporizjzja i Ukraina), död 16 september 1919 i Sevastopol, var en ukrainsk anarkist och revolutionär. Hon var partisanledare i ryska inbördeskriget.

## Biografi
Maria Nikiforova föddes i Aleksandrovsk år 1885. Hon försörjde sig till en början på diverse arbeten, innan hon gick med i en anarkist-kommunistisk grupp, som 1905 förövade väpnade attacker mot tsarmakten. Hon dömdes till döden, men straffet omvandlades till 20 års fängelse. Nikiforova avtjänade initialt sitt straff i Petrograd, men deporterades senare till Sibirien. Hon ledde en massrymning från Naryms fängelse 1910 och flydde via Japan till USA. I New York lärde hon känna anarkister i exil och skrev artiklar för den anarkistiska pressen. Några år senare emigrerade hon till Paris, där hon gifte sig med den polske anarkisten Witold Brzostek.
År 1914 utbröt första världskriget och Nikiforova ansökte till en fransk militärhögskola; hon stred senare vid Salonikafronten. Nikiforova återvände till Ryssland i samband med ryska revolutionen och agiterade inför sjömän i Kronstadt. År 1917 bildade hon det anarkistiska Svarta gardet, vilket bland annat attackerade markägare som inte ville stödja böndernas sak. I augusti 1917 bröt sig Svarta gardet in i ett militärförråd i Orichiv och stal vapen och ammunition; gardet avrättade tillfångatagna officerare.
Den 29 augusti 1917 talade Nikiforova inför ett bondemöte där den lokale gerillaledaren Nestor Machno var ordförande. Tillsammans med Machno besökte hon fabriker i Aleksandrovsk för att avslöja kontrarevolutionär verksamhet. Nikoforova arresterades för att ha anslutit sig till anarkisterna i Huljajpole utan böndernas vetskap och hon fördes till det lokala fängelset. När arbetarna i Aleksandrovsk fick kännedom om att Nikiforova hade fängslats, avbröt de arbetet och marscherade till den lokala sovjeten, där de grep den socialdemokratiske ordföranden och krävde att Nikoforova skulle frisläppas. Hon släpptes ur fängelset och uppmanade i ett tal arbetarna till uppror mot myndigheterna.
Nikiforova flyttade därefter till Jelizavetgrad, där hon organiserade en väpnad grupp, vilken bekämpade Anton Denikins vita garde. Nikiforova och hennes enhet stred i två veckor mot reaktionära trupper på Jelizavetgrads gator. Hon inledde samarbete med Machnos gerillarörelse, men förbjöds av styret i Moskva att verka. Nikiforova trotsade förbudet och fortsatte sin väpnade kamp. I Berdjansk bildade hon en gerillagrupp tillsammans med sin make Witold Brzostek. När de förberedde en attack i Sevastopol, greps makarna av de vita. Nikiforova och Brzostek ställdes inför rätta den 16 september 1919, dömdes till döden och arkebuserades.